# Lüliang Airport
Lüliang Airport är en flygplats i Kina. Den ligger i prefekturen Lüliang och provinsen Shanxi, i den norra delen av landet, omkring 130 kilometer väster om provinshuvudstaden Taiyuan.
Runt Lüliang Airport är det ganska tätbefolkat, med 214 invånare per kvadratkilometer. Närmaste större samhälle är Lishi, 18,6 km söder om Lüliang Airport. Trakten runt Lüliang Airport består i huvudsak av gräsmarker.
Genomsnittlig årsnederbörd är 748 millimeter. Den regnigaste månaden är juli, med i genomsnitt 257 mm nederbörd, och den torraste är december, med 3 mm nederbörd.